# 西川扇藏 (10世)
十世 西川 扇藏（じっせい にしかわ せんぞう、昭和3年（1928年）6月22日 - 令和5年（2023年）7月14日）は、日本の日本舞踊家。勲等は旭日小綬章。公益財団法人日本舞踊振興財団名誉会長、公益社団法人日本舞踊協会名誉顧問、文化功労者。名の「藏」は「蔵」の旧字体のため、新字体で十世 西川 扇蔵とも表記される。
宗家西川流の十世宗家家元。本名は尾村宏一郎。公益財団法人日本舞踊振興財団理事長、社団法人日本舞踊協会常任理事、全日本舞踊連合理事などの要職を務め、日本舞踊の継承と発展に努めた。

## 来歴
東京市下谷区（現東京都台東区）に生まれる。1933年に初舞台を踏み、1936年の7歳で十世宗家家元を継承し十代目西川扇藏を襲名。
以後西川流の伝統技法の習得に務め、その表現力を磨いた。日本舞踊の古典発掘・研究・保存・伝承に加え、新作の振り付けや上演でも実力を示し、『重盛屛風』『七騎落』等を創作。また海外活動等を通じての日本舞踊の国際化に尽力している。
平成11年（1999年）には人間国宝に認定、平成21年（2009年）には旭日小綬章を受章。そのほか数々の受賞・受章がある。

### 略歴
- 昭和11年（1936年） 西川流十世宗家家元を継承し十代目西川扇藏を襲名
- 平成5年（1993年） 流祖三百年祭「西川会」を歌舞伎座で主催
- 平成11年（1999年） 重要無形文化財「歌舞伎舞踊」の各個認定保持者（人間国宝）[7][5]
- 平成12年（2000年） 新宿区名誉区民
- 令和5年（2023年）7月14日　午前6時50分、肺炎のため東京都内の病院で死去[3][4]。95歳没。

## 受賞
- 昭和51年（1976年） 文化庁芸術祭優秀賞
- 昭和52年（1977年） 文化庁芸術祭優秀賞
- 昭和54年（1979年） 文化庁芸術祭優秀賞
- 昭和55年（1980年） 文化庁芸術祭優秀賞
- 昭和59年（1984年） 花柳寿応賞（日本舞踊協会）
- 昭和60年（1985年） 芸術選奨文部大臣賞
- 平成元年（1989年） 舞踊芸術賞（東京新聞社）
- 平成3年（1991年） 日本芸術院賞

## 栄典
- 平成元年（1989年） 紫綬褒章
- 平成21年（2009年） 旭日小綬章[8]
- 令和3年（2021年） 文化功労者[9]

## DVD
- 『第22回西川扇藏リサイタル』- 清元『鞍馬獅子』と長唄『衣川弁慶』を収録